# 에일리어싱

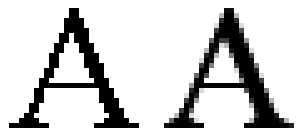
문자열 A의 위신호의 예 (Times New Roman): 왼쪽이 위신호 영상, 오른쪽이 위신호 제거 영상.

위신호 현상(僞信號, 영어: aliasing 에일리어싱[*])은 신호 처리에서 표본화를 하는 가운데 각기 다른 신호를 구별해내지 못하게 하는 효과를 가리킨다. 신호가 샘플로부터 다시 구성될 때 결과가 원래의 연속적인 신호와 달라지는 "일그러짐"을 가리킨다. 계단 현상으로 부르기도 한다.

## 전자신호 처리에서 예

실제 주파수보다 낮은 주파수로 보인다.

신호를 양자화 할 때, 샘플링 속도가 실제 신호 속도보다 느리면 그림과 같이 다른 모양의 주파수로 측정되어 보일 수 있다.
예를 들어 디지털 오실로스코프가 ADC을 이용하여 샘플링하고 메모리에 넣는다. 오실로스코프의 샘플링 속도가 낮다면, 오실로스크프가 메모리의 데이터를 처리해서 신호를 그리면 낮은 주파수로 보일 수 있다.

## 같이 보기
- 앤티에일리어싱